# 福井県道151号加戸三国線
福井県道151号加戸三国線（ふくいけんどう151ごう かどみくにせん）は福井県坂井市内に終始する主要地方道と一般県道を結ぶ一般県道である。

## 概要
起点から路線の半分ほど国道305号と重複しているため、実質的に国道305号と福井県道226号を結ぶ役割りを担う路線である。景勝地と国道を結ぶ福井県道7号の混雑を緩和し、九頭竜川河口部で若干内陸の方へ入り込む国道305号への近道としての役割を果たしている。また終点附近に三国駅があるため、地域住民のここへのアクセスも担っている道路である。

### 路線データ
- 起点：福井県坂井市三国町加戸
- 終点：同市三国町錦四丁目

## 道路状況
起点から国道305号と重複しており、全線通して快走できるのはこの重複区間のみである。しかし指定区間の半分強がこの重複区間であり、単独区間は短い上に狭路という都市型の険道という様相を呈す道路である。単独区間は小高い山の脇を通り、住宅街をすり抜け福井県道226号に至るが上記した通り狭路であり、アップダウンが激しくブラインドカーブが多いので大変走行し難い。

## 接続路線
- 国道305号（坂井市三国町加戸・加戸交差点、起点 - 同市三国町覚善・覚善交差点で重複）
- 福井県道7号三国東尋坊芦原線（坂井市三国町加戸・加戸交差点、起点）
- 福井県道226号三国停車場桜谷線（坂井市三国町錦四丁目、終点）

## 沿線
- 九頭龍寺（成田山福井別院）
- えちぜん鉄道三国芦原線 三国駅